# Ragnar Ekström (präst i Lunds stift)
Georg Ragnar Ekström, född 23 oktober 1910 i Helsingborg, död 20 mars 1973 i Landskrona, var en svensk präst.
Ekström avlade studentexamen i hemstaden 1929, teologisk-filosofisk examen vid Lunds universitet 1930 och teologie kandidatexamen där 1933 samt praktiskt teologiskt prov samma år. Efter prästvigningen var han extra ordinarie präst i Lunds stift 1933–1939. Han avlade teologie licentiatexamen 1938 och var kyrkoadjunkt i Lockarp och Glostorp 1939–1943. Ekström blev kyrkoherde i Farhult och Jonstorp 1943 och promoverades till teologie doktor 1944. Han blev kontraktsprost i Luggude 1959, kyrkoherde i Landskrona 1968 och kontraktsprost i Rönneberg samma år. 
Ekström var ledamot av  1957, 1958, 1963, 1968 och 1970 års kyrkomöten och suppleant i Lunds domkapitel 1962–1969, varefter han var ordinarie ledamot. Han var preses vid prästmötet i Lunds stift 1963. Ekström var medlem av Den apostoliska bekännelsens brödraskap. 
Han publicerade The theology of Charles Gore (doktorsavhandling 1944), Kristen troslära (konfirmandlärobok 1953), Gudsfolk och folkkyrka (prästmötesavhandling 1963, 2:a upplagan 1965) samt uppsatser och artiklar i fack- och dagspress. 
Ekström blev ledamot av Nordstjärneorden 1955. Han är begravd på Farhults kyrkogård.